# Seti (zona amministrativa)
Setī (सेती in lingua nepalese), occidentalizzato in Seti) è una ex zona amministrativa del Nepal. Come tutte le zone è stata soppressa nel 2015.
Faceva parte della Regione di Sviluppo dell'Estremo Occidente e la sua città principale è Dipayal-Silgadhi.

## Geografia antropica

### Suddivisioni amministrative
La Zona di Seti si suddivide in 5 distretti:
| Distretti | Capitali  |
| --------- | --------- |
| Achham    | Mangalsen |
| Bajhang   | Chainpur  |
| Bajura    | Martadi   |
| Doti      | Dipayal   |
| Kailali   | Dhangadhi |